# 刑法学
刑法学（criminal jurisprudence）是以刑法为基本研究对象的学问，其中包括刑法哲学、刑法比较学、刑法史学等。通常所说的刑法学是指刑法解释学，它依照刑法的体例一般分为总论和分论两部分。总论是对刑法基本原理的研究，主流观点又把总论分为犯罪论和刑罚论。分论是对刑法分则规定的犯罪的解析。學者前田雅英認為，將現行妥當的刑法適用在具體的案件上，亦在必要的範圍內予以合適的處罰，而展示其中道理的學問，是被稱為狹義的刑法學。